# Javier Magro Matilla
Javier Magro Matilla (Quero, Toledo, 16 de agosto de 1988), conocido deportivamente como Matilla, es un futbolista español. Juega como centrocampista en el Atenas Kallithea F. C. de la Superliga de Grecia.

## Trayectoria
Debutó oficialmente en Primera División con el Villarreal C. F. en casa de la Unión Deportiva Almería (3-0), el 4 de abril de 2009.
El 28 de junio de 2011 abandonó la disciplina del Villarreal C. F. y, junto a su compañero Jefferson Montero, se hizo oficial su fichaje por el Real Betis Balompié. El traspaso se fijó en torno a un millón y medio de euros y firmó por tres temporadas más una opcional. Después de la primera de ellas se marchó cedido al Real Murcia C. F.
En enero de 2016 rescindió su contrato con el Real Betis Balompié, y el 6 de julio firmó por el Elche C. F. para la temporada 2016-17. La segunda mitad de la siguiente campaña la jugó en el Gimnàstic de Tarragona.
En julio de 2018 firmó por un año, más otro opcional, con el Aris Salónica. Finalmente estuvo cuatro temporadas en las que disputó 118 partidos, y el 2 de agosto de 2022 se unió al Volos F. C., equipo con el que jugó trece encuentros en la Superliga de Grecia antes de marcharse el 1 de febrero de 2023 al Atenas Kallithea F. C. para lo que quedaba de campaña con opción a una más.

## Selección nacional
El 4 de septiembre de 2009 debutó con la selección de fútbol sub-21 de España en un partido frente a Polonia, con un resultado favorable para España de 2 goles a 0.[cita requerida]

## Clubes
| Club                       | País   | Año       |
| -------------------------- | ------ | --------- |
| Villarreal C. F. "B"       | España | 2007-2010 |
| Villarreal C. F.           | España | 2010-2011 |
| Real Betis Balompié        | España | 2011-2016 |
| Real Murcia C. F. (cedido) | España | 2012-2013 |
| Elche C. F.                | España | 2016-2017 |
| Gimnàstic de Tarragona     | España | 2017-2018 |
| Aris Salónica F. C.        | Grecia | 2018-2022 |
| Volos F. C.                | Grecia | 2022-2023 |
| Atenas Kallithea F. C.     | Grecia | 2023-     |